# Dæmpegårdsdyssen

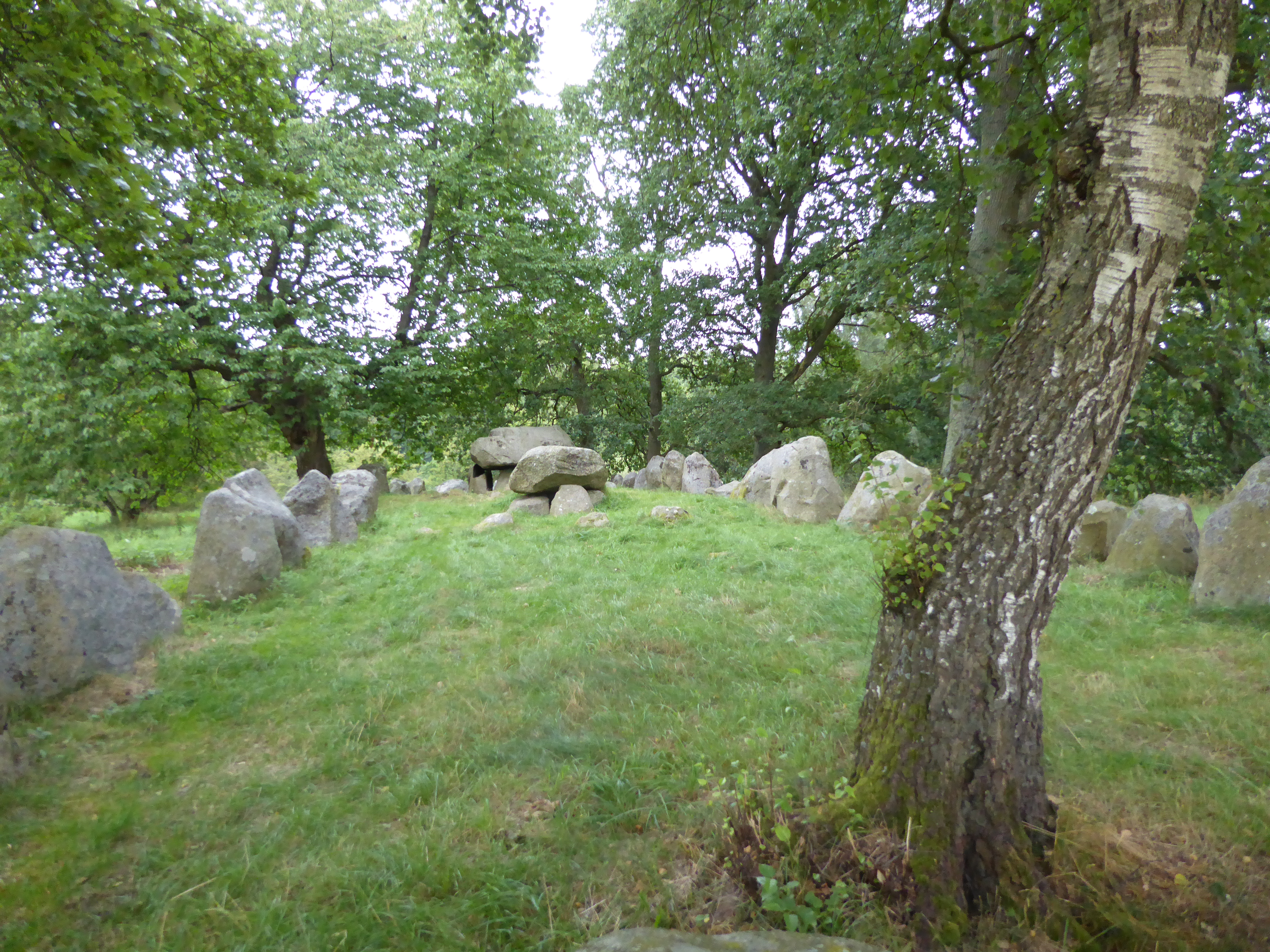
Dæmpegårds- oder Kongedyssen

Der Dæmpegårdsdyssen (auch Kongedyssen genannt) liegt am nördlichen Rand des Tokkekøb Hegn, südlich des Frederik 7 Vej bei Lillerød und Blovstrød auf Nordseeland in Dänemark. Der Dolmen wurde zwischen 3000 und 2800 v. Chr. in der Jungsteinzeit als Anlage der Trichterbecherkultur (TBK) errichtet und besteht aus zwei ziemlich mittig, innerhalb eines etwa 40 m langen rechteckigen Hünenbettes (dänisch Randstenskæde) liegenden, unterschiedlich großen, parallelliegenden Dolmen, von denen einer in einem Steinkreis liegt.
Die Blöcke des Steinkreises sind fast ebenso groß wie die Träger der Kammer, aber bedeutend kleiner als die Findlinge der rechteckigen Anlage im Kongedyssen. Der Dolmen in der runden Steinsetzung ist auch erheblich kleiner. Gleichartige Beispiele dürften laut L. Kaelas für die Priorität von Runddolmen sprechen, weil es schwer vorstellbar ist, dass man einen Runddolmen in ein existierendes Langbett hineingebaut hat. Ein ähnlicher Befund liegt in Bohuslän vor. Der Dolmen von Haga liegt in einem Steinkreis, der von einem rechteckigen Steinrahmen umgeben zu sein scheint. Der südwestliche, kleinere Dolmen (beide sind wahrscheinlich Urdolmen) ist durch quer im Hügel liegende Steinreihen separiert. Die Randsteine des Hünenbettes sind, bis auf zwei, vollständig.

Dæmpegårds- oder Kongedyssen
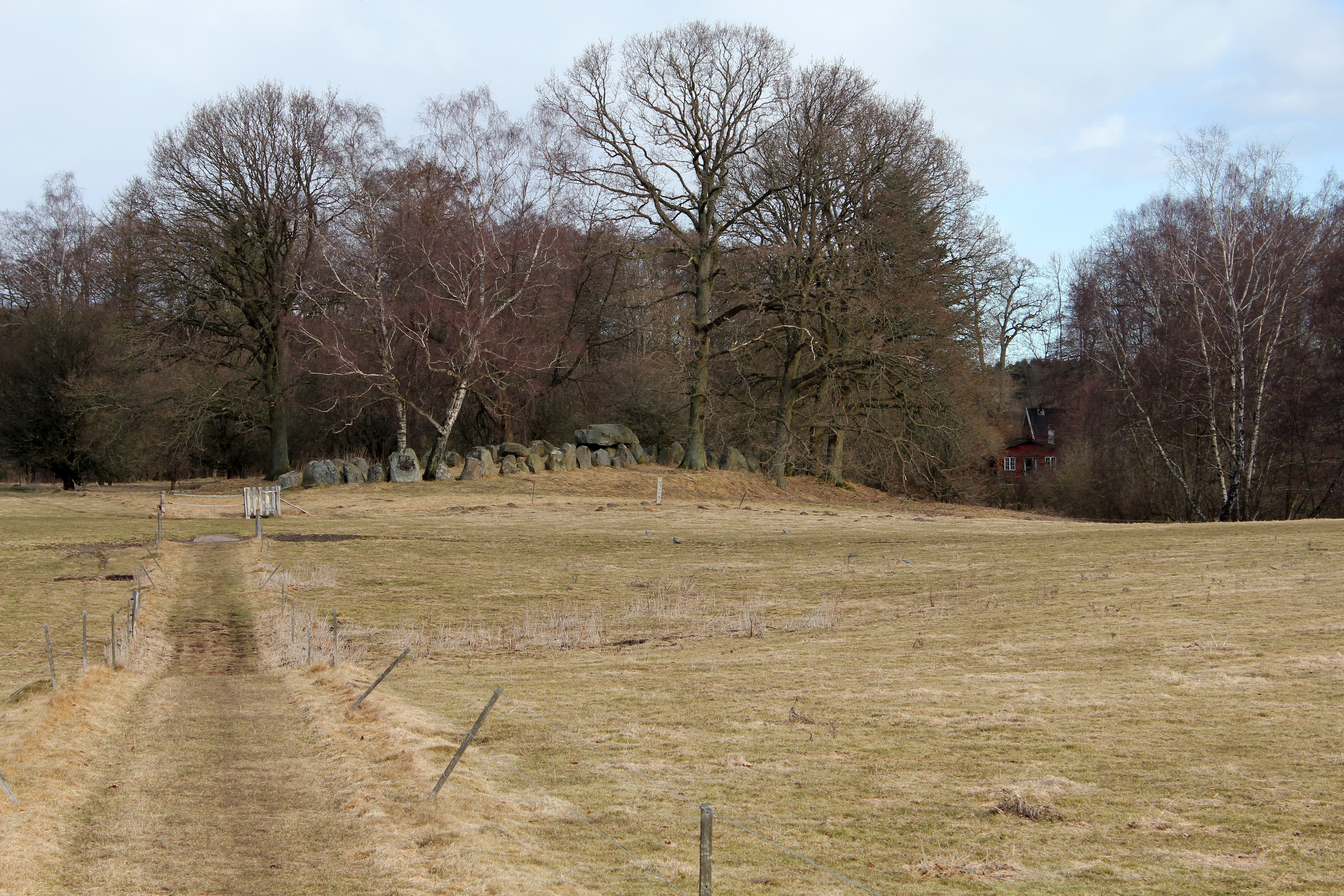
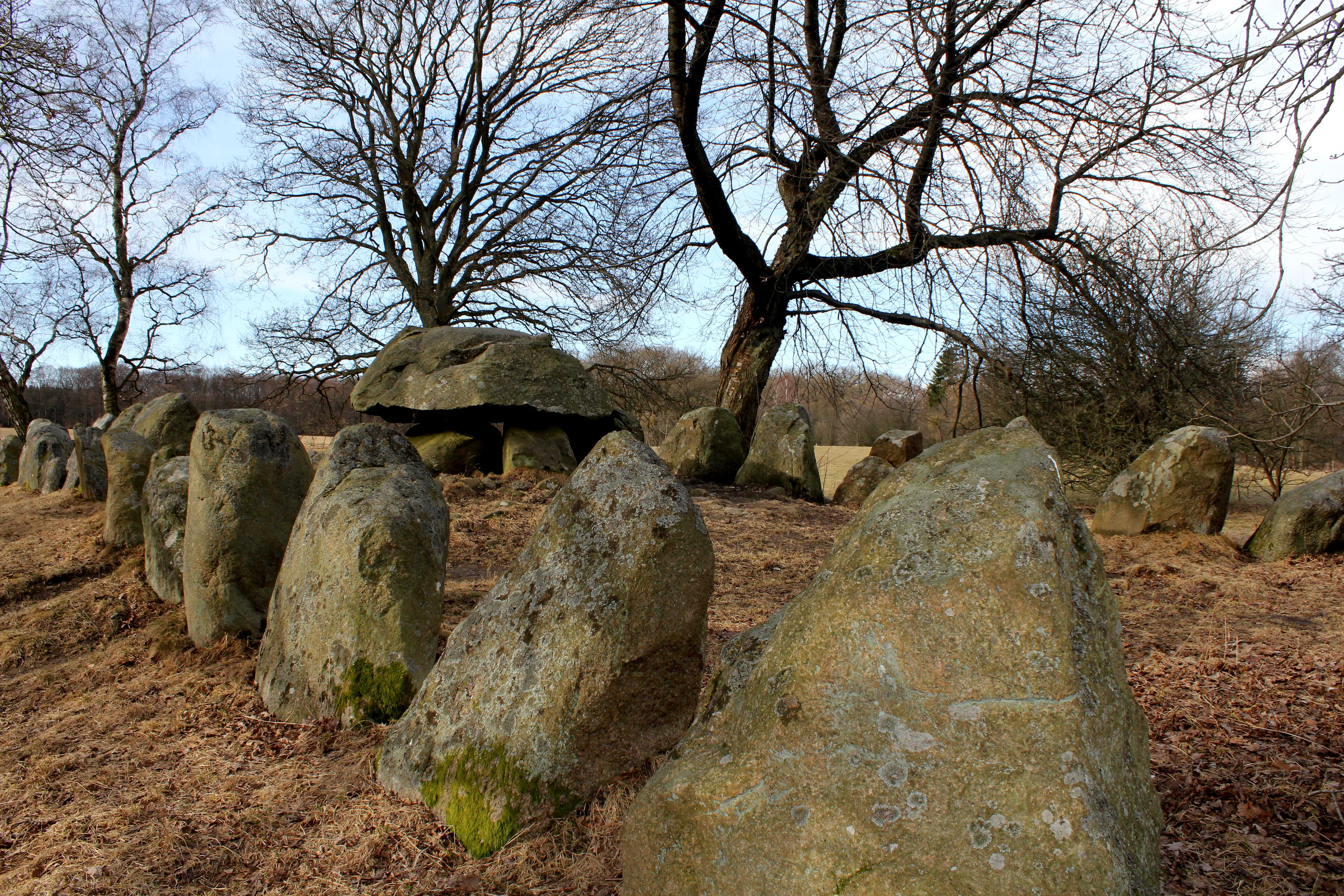
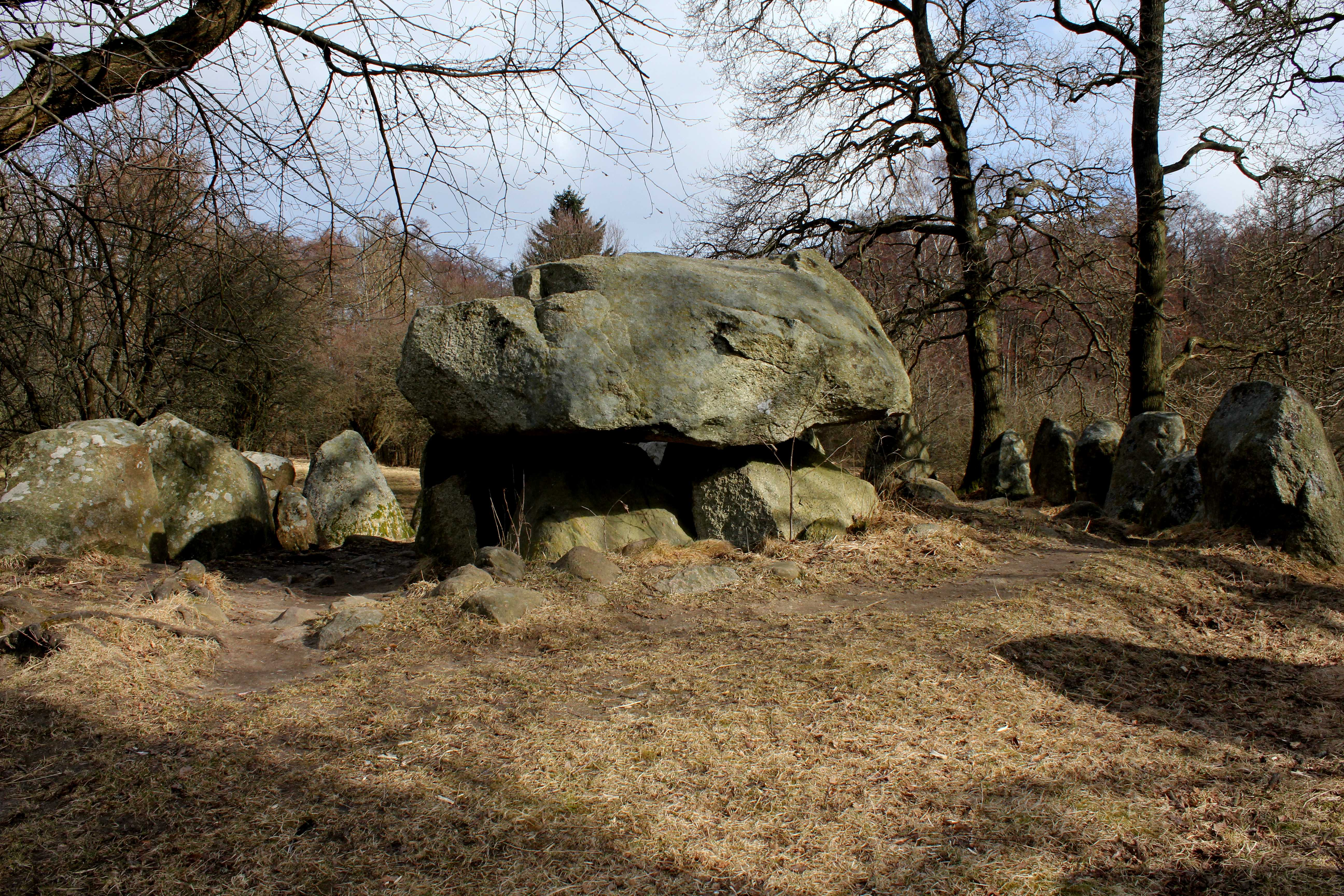
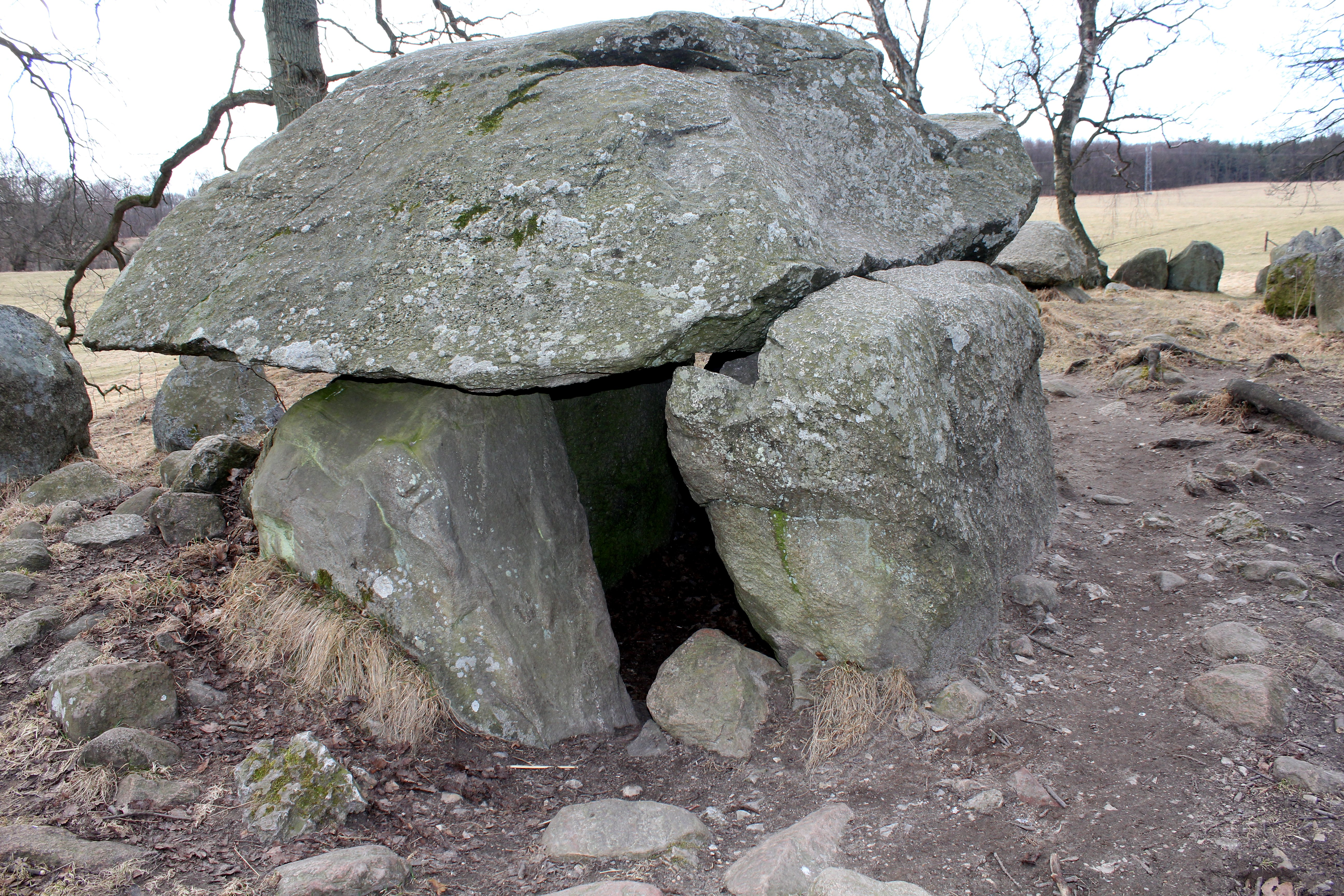

In den 1860er Jahren wurde die Megalithanlage vom dänischen König Frederik VII. und H. C. Jørgensen ausgegraben. Während der Ausgrabung wurde eine kleine Axt aus der Jungsteinzeit gefunden. Der an Archäologie interessierte König hatte bereits in frühen Jahren an Ausgrabungen teilgenommen und organisierte zahlreiche archäologische Untersuchungen insbesondere in der Jægerspris Kommune. Eingerahmt in einem Quadrat, sind des Königs Monogramm und das Datum 30. Mai 1860 eingeritzt. Am Schlussstein der großen Kammer finden die Buchstaben „LD“, die für Louise Gräfin Danner die morganatische Ehefrau des Königs.